# Heteralonia
Heteralonia is een vliegengeslacht uit de familie van de wolzwevers (Bombyliidae). De wetenschappelijke naam van het geslacht werd voor het eerst geldig gepubliceerd in 1863 door Camillo Róndani.

## Soorten
- H. aeaca (Meigen, 1804)
- H. algira (Fabricius, 1794)
- H. megerlei (Meigen, 1820)
- H. melanoptera (Pallas & Wiedemann, 1818)
- H. normalis (Loew, 1869)
- H. pygmalion (Fabricius, 1805)
- H. suffusa (Klug, 1832)